# Lijst van bisschoppen van Brescia
De lijst van bisschoppen van Brescia bevat de opeenvolgende bisschoppen met zetel in het bisdom Brescia. 
1. H. Clateus van Brescia († 64)
2. H. Viator
3. H. Latinus
4. H. Apollonius van Brescia
5. H. Ursicinus van Brescia
6. H. Faustinus van Brescia
7. H. Filastrius van Brescia
8. H. Gaudentius van Brescia
9. H. Paulus I van Brescia
10. H. Theophilus van Brescia
11. H. Silvinus
12. H. Gaudiosus
13. H. Octavianus van Brescia
14. H. Vigilius
15. H. Titianus († ca. 526)
16. H. Paulus II van Brescia
17. H. Cyprianus van Brescia († ca. 582)
18. H. Herculanus van Brescia
19. H. Honorius van Brescia
20. H. Rusticianus († ca. 594)
21. H. Dominator van Brescia
22. H. Paulus III van Brescia
23. H. Paterius van Brescia
24. H. Anastasius van Brescia
25. H. Domenicus van Brescia († ca. 612)
26. H. Felix van Brescia
27. H. Deusdedit van Brescia († 675-700)
28. H. Gaudiosus

...
- Godfried I van Brescia (970-998), tevens bisschop van Luni (981-998)

...
- Adelman van Luik (1059-1061)

...
- Princivalle Fieschi (1317-1325)

...

## 1700-heden
1. Giovanni Badoer (Badoaro) 1706-1714
2. Gianfrancesco Barbarigo 1714-1723
3. Fortunato Morosini 1723-1727
4. Angelo Maria Querini 1727-1755, kardinaal en titulair aartsbisschop van Brescia
5. Giovanni Molin 1755-1773
6. Giovanni Nani 1773-1804
7. Gabrio Maria Nava 1807-1831
8. Carlo Domenico Ferrari 1834-1846
9. Girolamo Verzeri 1850-1883
10. Giacomo Maria Corna Pellegrini 1883-1913
11. Giacinto Gaggia 1913-1933
12. Giacinto Tredici 1933-1964
13. Luigi Morstabilini 1964-1983
14. Bruno Foresti 1983-1998
15. Giulio Sanguineti 1998-2007
16. Luciano Monari 2007-2017
17. Pierantonio Tremolada 2017-

De zetel was vacant tussen 1846 en 1850.